# 461 a. C.
El año 461 a. C. fue un año del calendario romano prejuliano. En el Imperio romano se conocía como el Año del consulado de Galo y Cornudo (o, menos frecuentemente, año 293 Ab urbe condita). 

## Acontecimientos
- Efialtes, líder del partido democrático, se hace con el poder después de derrotar al partido oligárquico de Temístocles.
- Los hijos de Anaxilao son expulsados del poder de las ciudades de Regghio y Zancle.
- Ostracismo de Cimón acusado de laconismo.
- Tras el asesinato de Efialtes, Pericles asume el liderazgo político. Durante su gobierno, Atenas vivió uno de los momentos de mayor esplendor.[1]

## Nacimientos
- Demócrito de Abdera

## Fallecimientos
- Efialtes de Atenas